# Felsberg (Zwitserland)
Felsberg is een gemeente en plaats in het Zwitserse kanton Graubünden, en maakt deel uit van het district Imboden. Felsberg telt 2051 inwoners.

## Geboren
- Peter Theus (1842-1903), klokkengieter
- Leon Schlumpf (1925-), politicus
- Eveline Widmer-Schlumpf (1956-), politica

## Overleden
- Peter Theus (1842-1903), klokkengieter